# Fidelidad (Guillermo Silveira)
Fidelidad es una de las obras más representativas de la etapa de madurez del pintor y escultor español Guillermo Silveira (1922-1987). Está pintada al óleo sobre tela y sus dimensiones son de 150 x 130 cm.

## Historia, descripción del autor y características
Tomando en cuenta su fecha de realización, el cuadro se debió pintar en su domicilio estudio de Traseras de Colón n.º 1-1.º 2 (bloque de suboficiales del Ejército del Aire) de la capital pacense, en el que el artista residió con su familia desde finales de la década de los sesenta hasta últimos de la siguiente.
Junto al grueso de su producción artística, se conservan una extensa serie de textos en prosa, pequeños poemas y/o declaraciones a la prensa, en los que el autor, generalmente a través de su personal visión de algunas de sus obras más características, retrató sin crudeza a los que sufrían los efectos de un «mundo tan civilizado [que] nos está engullendo a todos».
Fueron surgiendo así una serie de cuadros de caballete, de fuerte carga argumental, por los que discurren gente del mundo del circo, trabajadores, violinistas callejeros, antiguas fondas, «fija su atención en Georges Rouault, Marc Chagall y Permeke».
En este caso se expresó en los siguientes términos:

"Fidelidad". [Alrededor], una tapia de un cementerio rural, un [poste] de luz y una verja. En el poste perpendicular de entrada, alguien ha pintado una calavera; en la parte superior, se lee: CEMENTERIO MUNICIPAL 1893; […] Ubicados en el centro, cuatro hombres con paso firme, inclinados por el peso de la amargura, llevan un pequeño ataúd blanco con el cuerpo yerto de una niña a la que sigue un fiel perrillo portando una muñeca…

Artísticamente el estudio de la obra descubre la consecución de un cierto «estilo propio», «sin tributos ni adjetivas subsidiaridades», «por la vía de un formalismo al tiempo monumental e ingenuo», que ya no encaja con el expresionismo subjetivo ni la neofiguración de su primera etapa. Cromáticamente predominan los colores terrosos, grisáceos o sienas, dispuestos en grandes planos delimitados por medio de profundas incisiones.

### Otras inscripciones
- «Mientras exista un niño que sufra en la Tierra, habrá ángeles con alas».

Variantes
- «En tanto exista alguien que llore, sufra y ame en la Tierra, el Hombre y el Arte se salvarán de la noche total».

Presentación. Díptico de la exposición "Pinturas de F. R. Sánchez". Sala de exposiciones del Banco de Bilbao. Badajoz, 27 de noviembre-4 de diciembre de 1985.

## Certámenes y exposiciones
- «V Bienal Extremeña de Pintura» (fuera de concurso).[11][12] Casa de la Cultura de la Diputación Provincial. Badajoz, 26 de febrero-14 de marzo de 1974.
- «Guillermo Silveira». Museo Provincial de Bellas Artes. Badajoz, 26 de marzo-31 de mayo de 2009 (n.º 45).[2]
- «Guillermo Silveira – un puñetazo de alma». Sala Espacio CB Arte de la Fundación CB de Badajoz. Avda. Santa Marina n.º 25, 11-29 de enero de 2022 (sin numerar).[13]

### Hemerografía
- Moral Martínez, Diego del (may. 2019). «Guillermo Silveira el pintor de la humildad y la inocencia». Crecer en Extremadura (Badajoz: Círculo Publicitario) (17): 24-25.
- Zoido, Antonio (12 may. 1987). «Ha muerto Guillermo Silveira, un auténtico valor de la pintura regional». Hoy (Badajoz): 14.

- Datos: Q56343680